# Mật nhân
Mật nhân, còn gọi là bá bệnh, bách bệnh, mật nhơn, bá bịnh (danh pháp khoa học: Eurycoma longifolia) là loại cây có hoa thuộc họ Simaroubaceae, loài bản địa ở Malaysia, Indonesia, phân bố ít hơn ở Thái Lan, Việt Nam, Lào và Ấn Độ. Được xem là loại thảo dược quý, các bộ phận của cây Eurycoma longifolia gồm lá, quả, thân, đặc biệt là rễ có tác dụng điều trị nhiều bệnh. Hiện nay, Eurycoma longifolia được dùng rộng rãi không chỉ ở vùng Đông Nam Á mà cả ở Tây Âu, Hoa Kỳ, dưới dạng thực phẩm bổ sung và nước uống.

### Tên gọi thông thường
Eurycoma longifolia được biết đến với tên thông thường
- Tại Malaysia: tongkat ali, pasak bumi, penawar pahit, penawar bias, bedara merah, bedara putih, lempedu pahit, payong ali, tongkat baginda, muntah bumi, petala bumi, Malaysian ginseng[2], tongkat ali;
- Tại Indonesia: tongkat ali, pasak bumi, bidara laut (tiếng Indonesia), babi kurus (tiếng Java);
- Tại Việt Nam: bá bệnh, mật nhân, bách bệnh, bá bịnh, mật nhơn;
- Tại Lào: tho nan;
- Tại Thái Lan: tung saw; lan-don, hae phan chan, phiak, plaa lai phuenk.
- Tại Mỹ và châu Âu: long jack.

Như đề cập trên đây, tại khu vực Malaysia và Indonesia thì E. longifolia được biết đến với các tên gọi thông thường như "tongkat ali" và "pasak bumi", nhưng các tên gọi này cũng được sử dụng cho loài tương tự về mặt sinh lý học là Polyalthia bullata. Vỏ và rễ của E. longifolia có màu trắng/vàng ngà so với màu sẫm của P. bullata, vì thế E. longifolia được biết đến như là "tongkat ali putih", "pasak bumi putih", "tongkat ali kuning" hay "pasak bumi kuning", còn P. bullata là "tongkat ali hitam", "pasak bumi hitam" ("Putih" nghĩa là "trắng", "kuning" nghĩa là "vàng" còn "hitam" nghĩa là "đen" trong tiếng Mã Lai/Indonesia.) Tại Indonesia còn có chủng màu đỏ gọi là "tongkat ali merah" hay "pasak bumi merah" ("merah" nghĩa là "đỏ"), hiện đang được nghiên cứu nhưng vẫn chưa được phân loại chính xác.

### Mô tả
Là loại cây bụi thân mảnh, sinh trưởng ở tầng rừng thấp, trên đất sỏi, ưa chua và dẫn lưu nước tốt. Cây có kích thước trung bình, có thể cao đến 10m, thường không phân nhánh. Lá kép lông chim chẵn có thể dài đến 1m, cuống lá màu nâu đỏ. Mỗi lá kép gồm 30 – 40 lá chét, hình mũi mác hoặc hình trứng ngược. Mỗi lá chét dài khoảng 5–20 cm, rộng 1,5–6 cm, mặt trên của lá màu xanh, mặt dưới màu trắng. Hoa mọc thành cụm hình chùy ở nách lá, màu đỏ nâu, có nhiều lông tơ mịn. Hoa lưỡng tính, cánh hoa nhỏ, rất mềm. Quả hạch cứng, hình trứng, nâu vàng khi còn non và trở thành nâu đỏ khi chín. Vỏ và rễ của E. longifolia thường có màu trắng/vàng ngà.

### Thành phần hóa học, tác dụng
E. longifolia chứa eurycomanol, eurycomanone và eurycomalactone.

### Công dụng
Người dân vùng Đông Nam Á thường sử dụng cây này trong các bài thuốc cổ truyền. Cụ thể:
- Ở Indonesia và Malaysia, rễ cây được dùng để tăng sinh lực, cải thiện chứng trầm cảm sau sinh, tăng cường sức khỏe tình dục, giảm sốt, trị giun sán đường ruột, bệnh lỵ, tiêu chảy, khó tiêu và vàng da[4].
- Ở Việt Nam, hoa và quả được dùng trị bệnh lỵ, rễ dùng trị sốt rét và sốt[4][5].
- Ở Malaysia, cây được chế thành dạng bôi giúp giảm đau đầu và đau bụng[4].

Hiện nay, E. longifolia được biết đến rộng rãi không chỉ ở châu Á mà còn ở nhiều nước châu Âu, Hoa Kỳ với nhiều công dụng như tăng cường sức khỏe tình dục, cải thiện tình trạng suy nhược cơ thể, trị sốt rét, tiểu đường, các rối loạn về tiêu hóa, các bệnh về khớp, phì đại tuyến tiền liệt ở nam giới. Trong đó, E. longifolia được biết và sử dụng nhiều hơn cả cho việc tăng cường sức khỏe tình dục.
Ở Mỹ, Indonesia và Malaysia, E. longifolia được dùng rộng rãi ở dạng thương mại. Rễ cây có vị đắng mạnh, được dùng làm chất bổ sung trong thực phẩm và thức uống.
- Với vai trò là chất bổ sung, E. longifolia được khuyến cáo giúp tăng cường sức khỏe tình dục, tăng sinh lực và sức bền, tăng lưu thông máu và testosterone[4]. Tuy nhiên chỉ với công nghệ chiết xuất cao cấp mới có thể đảm bảo giữ được 100% hoạt tính của E. longifolia, mang lại hiệu quả cao trong việc cải thiện các vấn đề sức khỏe.
- Ở thị trường thức uống, nó là thành phần thông dụng trong cà phê và thức uống tăng cường năng lượng.

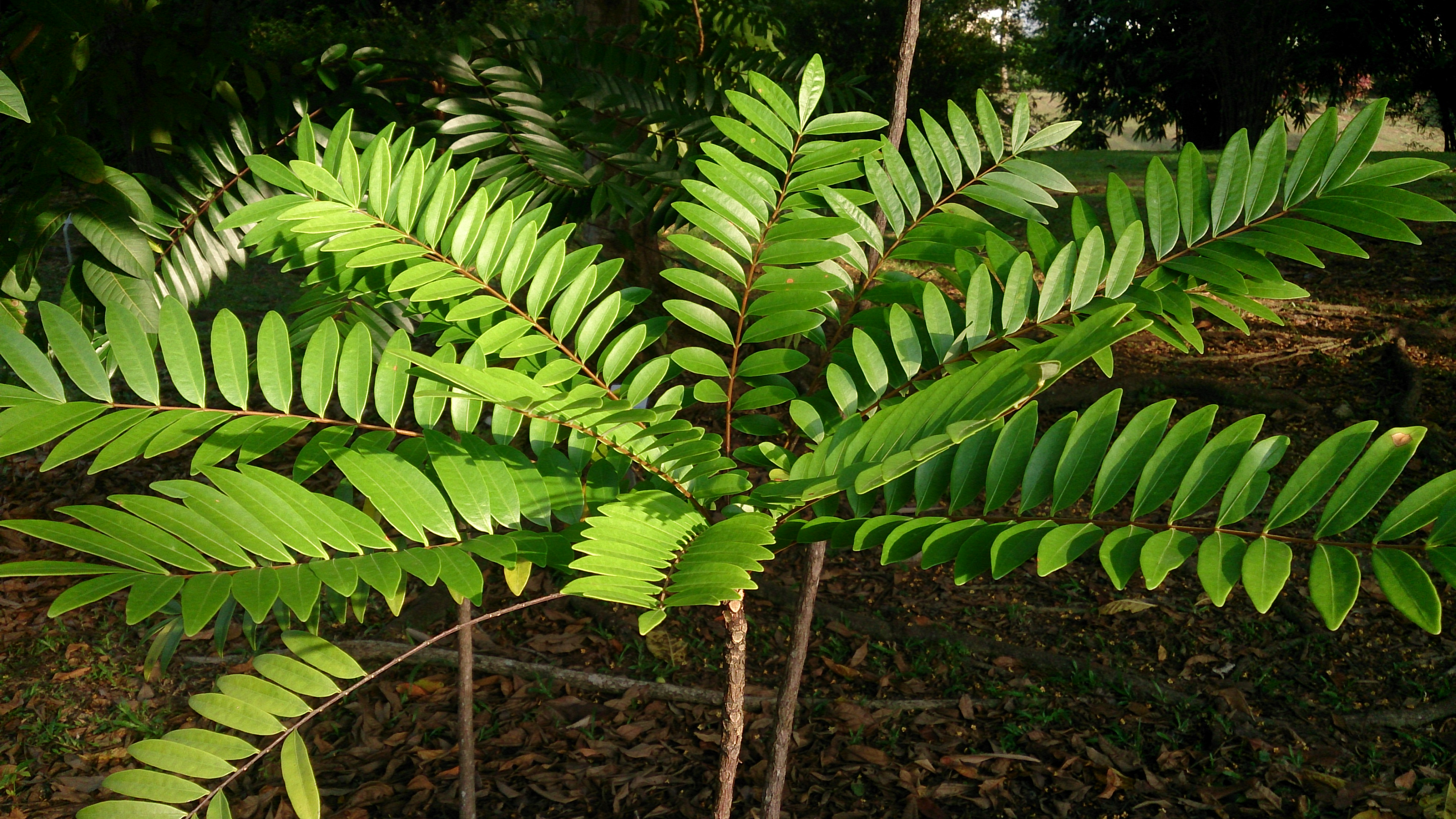
Lá cây Eurycoma longifolia

Có nhiều nghiên cứu đã được thực hiện để phân tích các tác dụng của E. longifolia. Riêng về tác dụng tăng cường sức khỏe tình dục, các kết quả nghiên cứu cho thấy E. longifolia chứa 40% glycosaponin, 30% polysaccharit và 22% eurypeptit – là các hoạt chất giúp tế bào leydig ở tinh hoàn tăng cường sản xuất testosterone nội sinh.

### Chiết xuất
Phần lớn sản phẩm trên thị trường chứa E. longifolia được công bố có tỉ lệ tinh chiết là 1:50, 1:100, hoặc 1:200. Tuy nhiên, việc xác định độ tinh chiết dựa trên tỉ lệ này thường dễ gây hiểu sai và khó kiểm chứng. Người ta thường nghĩ rằng tỉ lệ tinh chiết lớn thì sản phẩm có tác dụng mạnh hơn, trong khi thực chất điều đó chỉ đồng nghĩa với việc nguyên liệu thô được lấy đi nhiều hơn.
Bởi theo các nhà khoa học, công nghệ tinh chiết mới là điều cần xem xét hàng đầu. Trong đó việc kiểm soát thành phần cũng như chất lượng hoạt chất phải dựa vào các tiêu chuẩn kỹ thuật được tiến hành nghiêm ngặt (một trong các tiêu chuẩn kỹ thuật được dùng cho E. longifolia là eurycomanone, protein tổng, polysaccharit tổng và glycosaponin, được phát triển bởi Viện nghiên cứu khoa học và công nghiệp Malaysia (SIRIM)..

### Bằng sáng chế
Có 1 quy trình chiết xuất E. longifolia và phương pháp điều trị rối loạn chức năng tình dục và vô sinh ở nam giới đã được Hoa Kỳ cấp bằng sáng chế năm 2006. Sau đó nhiều hồ sơ xin cấp bằng sáng chế được nộp cũng nêu nhiều quy trình và chỉ định khác nhau, nhưng tới tháng 8 năm 2017 vẫn chưa có sáng chế nào được công nhận. Hai trong số các đơn xin cấp bằng sáng chế.

### Bảo quản và duy trì chất lượng ổn định
Bộ phận dùng của E. longifolia chủ yếu là rễ, nên khi thu hoạch phải nhổ toàn bộ cây. Điều đó phát sinh vấn đề ổn định chất lượng lâu dài của cây.
Ở Malaysia, E. longifolia tươi bị cấm xuất khẩu mặc dù chính phủ Malaysia khuyến khích thương mại hóa các sản phẩm giá trị cao từ loài cây này. Đặc biệt năm 2010 tongkat ali được liệt vào danh sách 5 loài cây cần được phát triển ở quy mô lớn cho đến năm 2020 trong Chương trình chuyển đổi kinh tế.